# Ґрете Ґайм
Ґрете Ґайм (ест. Grete Gaim; нар. 21 травня 1993, Тарту, Естонія) — естонська біатлоністка, чемпіонка світу серед дівчат (U19), перша і єдина за всю історію своєї країни (станом на 2020 рік). Членкиня основи збірної Естонії з біатлону.

## Спортивна кар'єра
До національної команди потрапила 2011 року після того, як Евелі Сауе, Сірлі Ханні та Кадрі Легтла взяли перерву у своїх виступах за збірну. На етапі кубка світу з біатлону спортсменка дебютувала 3 грудня того ж року в спринті у шведськім Естерсунді, де Ґайм посіла 81 місце з 96 спортсменок, що стартували.
2012 року біатлоністка виграла гонку переслідування на юніорському Чемпіонаті світу у Контіолахті. Після вдалого виступу на юніорській першості, Ґайм було включено до заявки збірної Естонії з біатлону для участі в чемпіонаті світу з біатлону у Рупольдінгу, де виступила у двох гонках: у спринті та естафеті. Особисту гонку Ґайм завершила на 82-му місці, а в естафеті збірна Естонії була 14-ю.

## Статистика виступів

### Юніорскі досягнення
| Рік  | Місце проведення | Вік | Індивідуальна гонка | Спринт | Гонка-переслідування | Естафета |
| ---- | ---------------- | --- | ------------------- | ------ | -------------------- | -------- |
| 2012 | ЧС Контиолахти   | U21 | 9                   | 10     | 1                    | 11       |

### Рейтинг Кубку світу
У таблиці наведена статистика виступів біатлоністки в Кубку світу.
- Місця 1–3: кількість подіумів
- Чільна 10: кількість фінішів у першій десятці
- В очках: кількість виступів, на яких біатлоніст здобував очки
- Старти: кількість стартів

| Місця                      | Індивідуальна гонка | Спринт | Гонка-переслідування | Масс-старт | Естафета | Разом |
| -------------------------- | ------------------- | ------ | -------------------- | ---------- | -------- | ----- |
| 1                          |                     |        |                      |            |          |       |
| 2                          |                     |        |                      |            |          |       |
| 3                          |                     |        |                      |            |          |       |
| Чільна 10                  |                     |        |                      |            |          |       |
| В очках                    |                     |        |                      |            | 10       | 10    |
| Старти                     | 2                   | 12     | 1                    |            | 10       | 25    |
| Станом на: сезон 2012/2013 |                     |        |                      |            |          |       |

### Олімпійські ігри
Результати на Зимових Олімпійських іграх:
| Рік  | Місце | Індивідуальна гонка | Спринт | Гонка-переслідування | Масс- старт | Естафета | Змішана естафета | Одиночна змішана естафета |
| ---- | ----- | ------------------- | ------ | -------------------- | ----------- | -------- | ---------------- | ------------------------- |
| 2014 | Сочі  | 58                  | 71     |                      |             | 16       |                  |                           |

*DSQ — дискваліфікація.

## Статистика стрільби
В таблиці враховуються всі гонки.
| Сезон   | Загальна       | Індивідуальна гонка | Спринт       | Гонка-переслідування | Масс- старт | Естафета     |
| ------- | -------------- | ------------------- | ------------ | -------------------- | ----------- | ------------ |
| 2019-20 | 76.3 (119/156) | 85.0 (34/40)        | 76.0 (38/50) | 0.0 (0/0)            | 0.0 (0/0)   | 71.2 (47/66) |
| 2018-19 | 74.2 (95/128)  | 70.0 (14/20)        | 85.0 (34/40) | 0.0 (0/0)            | 0.0 (0/0)   | 69.1 (47/68) |
| 2017-18 | 73.7 (42/57)   | 75.0 (15/20)        | 80.0 (8/10)  | 0.0 (0/0)            | 0.0 (0/0)   | 70.4 (19/27) |
| 2016-17 | 67.9 (76/112)  | 57.5 (23/40)        | 71.7 (43/60) | 0.0 (0/0)            | 0.0 (0/0)   | 83.3 (10/12) |
| 2015-16 | 74.2 (49/66)   | 75.0 (15/20)        | 70.0 (14/20) | 0.0 (0/0)            | 0.0 (0/0)   | 76.9 (20/26) |
| 2014-15 | 75.9 (44/58)   | 80.0 (16/20)        | 90.0 (9/10)  | 0.0 (0/0)            | 0.0 (0/0)   | 67.9 (19/28) |
| 2013-14 | 84.2 (165/196) | 90.0 (54/60)        | 87.1 (61/70) | 0.0 (0/0)            | 0.0 (0/0)   | 75.8 (50/66) |
| 2012-13 | 79.3 (157/198) | 77.5 (31/40)        | 86.7 (52/60) | 75.0 (15/20)         | 0.0 (0/0)   | 75.6 (59/78) |
| 2011-12 | 73.8 (76/103)  | 0.0 (0/0)           | 74.0 (37/50) | 0.0 (0/0)            | 0.0 (0/0)   | 73.6 (39/53) |

## Загальний залік кубку світу
| Сезон   | Загальна | Дж.   | Індивідуальна гонка | Дж.   | Спринт | Гонка-переслідування | Масс- старт |
| ------- | -------- | ----- | ------------------- | ----- | ------ | -------------------- | ----------- |
| 2019-20 | 77       | [ 6 ] | 51                  | [ 7 ] | -      | -                    | -           |
| 2013-14 | 103      | [ 8 ] | 59                  | [ 9 ] | -      | -                    | -           |

Топ-10 результатів
| №                          | Етап, дисципліна                                  | Змагання | Місце |
| -------------------------- | ------------------------------------------------- | -------- | ----- |
| 1                          | 2019 Естерсунд Індивідуальна гонка 15 км, Жінки   | КС       | 27    |
| 2                          | 2013 Естерсунд Індивідуальна гонка 15 км, Жінки   | КС       | 39    |
| 3                          | 2013 Обергоф Спринт 7.5 км, Жінки                 | КС       | 46    |
| 4                          | 2013 Нове-Мєсто Індивідуальна гонка 15 км, Жінки  | ЧС       | 57    |
| 5                          | 2013 Обергоф Гонка переслідування 10 км, Жінки    | КС       | 57    |
| 6                          | 2014 Сочі Індивідуальна гонка 15 км, Жінки        | ОІ       | 58    |
| 7                          | 2019 Обергоф Спринт 7.5 км, Жінки                 | КС       | 62    |
| 8                          | 2014 Контіолахті Спринт 7.5 км, Жінки             | КС       | 62    |
| 9                          | 2013 Аннесі — Ле-Гран-Борнан Спринт 7.5 км, Жінки | КС       | 65    |
| 10                         | 2013 Ханти-Мансійськ Спринт 7.5 км, Жінки         | КС       | 65    |
| Станом на: 24 березня 2020 |                                                   |          |       |